# Zborul 1951 al Turkish Airlines

Seat map

Un avion  turcesc având la bord 135 de persoane s-a prăbușit pe data de 25 februarie 2009 la Amsterdam, Olanda, în timpul aterizării pe aeroportul Schiphol. Avionul companiei naționale Turkish Airlines "s-a prăbușit în timp ce se apropia de o pistă de aterizare", a declarat o angajată a serviciului de presă al aeroportului, Melanie Smieder, adăugând că aparatul este un Boeing 737-800. 

Avionul decolase la ora locală 08.22 (08.22 ora României) din Istanbul, cu destinația Amsterdam.